# Idaea maurusia
Idaea maurusia là một loài bướm đêm trong họ Geometridae.